# Nemanja Nikolić (calciatore 1992)
Nemanja Nikolić (in serbo Немања Николићћ?; Kraljevo, 19 ottobre 1992) è un calciatore serbo, attaccante del Partizan.

## Caratteristiche tecniche
È un centravanti.

## Carriera
Cresciuto nel settore giovanile del Grbalj, ha esordito in prima squadra il 27 agosto 2011 in occasione dell'incontro di Prva crnogorska fudbalska liga pareggiato 0-0 contro il Lovćen.